# 3. Marine-Division (Deutsches Kaiserreich)
Die 3. Marine-Division war ein Großverband der Kaiserlichen Marine im Ersten Weltkrieg.

## Geschichte
Aufgrund der A.K.O. vom 9. Juni 1917 wurde die 3. Marine-Division formiert. Sie bestand hauptsächlich aus Marineinfanterie und war während des Ersten Weltkriegs ausschließlich an der Westfront eingesetzt. Die Division war dem Marinekorps Flandern unterstellt und verantwortete die Sicherung der Küste Flanderns im Bereich der Gemeinden Lombardsijde, Westende, Middelkerke, Wilskerke, Leffinge, Snaaskerke, Ettelgem und Oudenburg.
Nach Kriegsende wurde der Großverband ab 29. November 1918 demobilisiert und schließlich im Januar 1919 aufgelöst.

## Gliederung

### Kriegsgliederung vom 1. Juli 1917
- Marine-Infanterie-Brigade
  - Marine-Infanterie-Regiment Nr. 1
  - Marine-Infanterie-Regiment Nr. 2
  - Marine-Infanterie-Regiment Nr. 3
  - 3. Eskadron/Husaren-Regiment „König Wilhelm I.“ (1. Rheinisches) Nr. 7
  - Feldartillerie-Regiment „Generalfeldmarschall Graf Waldersee“ (Schleswigsches) Nr. 9
- Pionier-Bataillon Nr. 115
  - 1. Reserve-Kompanie/2. Westfälisches Pionier-Bataillon Nr. 24
  - Pionier-Versuchs-Kompanie
  - Minenwerfer-Kompanie 160
  - Fernsprech-Abteilung 293

### Kriegsgliederung vom 8. März 1918
- Marine-Infanterie-Brigade
  - Marine-Infanterie-Regiment Nr. 1
  - Marine-Infanterie-Regiment Nr. 2
  - Marine-Infanterie-Regiment Nr. 3
  - MG-Scharfschützen-Abteilung Nr. 11
  - 3. Eskadron/Husaren-Regiment „König Wilhelm I.“ (1. Rheinisches) Nr. 7
- Artillerie-Kommandeur Nr. 146
  - Feldartillerie-Regiment „Generalfeldmarschall Graf Waldersee“ (Schleswigsches) Nr. 9
  - I. Bataillon/Reserve-Fußartillerie-Regiment Nr. 6
- Pionier-Bataillon Nr. 115
- Divisions-Nachrichten-Kommandeur Nr. 293

## Gefechtskalender

### 1917
- 9. bis 11. Juli --- Erstürmung des Brückenkopfes an der Yser-Mündung
- ab 4. Dezember --- Stellungskämpfe in Flandern

### 1918
- 11. März --- Stellungskämpfe in Flandern
- 12. bis 20. März --- Kämpfe in der Siegfriedstellung und Vorbereitung für die Große Schlacht in Frankreich
- 21. März bis 6. April --- Große Schlacht in Frankreich
  - 23. bis 26. März --- Verfolgungskämpfe im Sommegebiet
  - 25. März --- Erstürmung des Mametz-Waldes
  - 26. März --- Erstürmung der Höhen von Contalmaison, Ancre-Übergang, Eroberung Albert
  - 26. bis 27. März --- Ancre-Übergang bei Albert
  - 31. März --- Abwehr englischer Angriffe bei Aveluy und Albert
- 7. April bis 2. Mai --- Kämpfe an der Ancre, Somme und Avre
- 2. Mai bis 20. August --- Kämpfe zwischen Arras und Albert
- 21. August bis 2. September --- Schlacht bei Monchy-Bapaume
  - 25. bis 28. August --- Kämpfe um Thilloy
- 3. bis 18. September --- Stellungskrieg in Flandern
- 18. bis 26. September --- Kämpfe vor der Siegfriedfront
- 27. September bis 8. Oktober --- Abwehrschlacht zwischen Cambrai und St. Quentin
- 9. bis 23. Oktober --- Kämpfe vor und in der Hermannstellung
  - 18. Oktober --- Schlacht bei Wassigny
- 23. Oktober bis 4. November --- Kämpfe in der Hundingstellung
- 5. bis 11. November --- Rückzugskämpfe vor der Antwerpen-Maas-Stellung
- ab 12. November --- Räumung des besetzten Gebietes und Marsch in die Heimat

## Kommandeure
| Dienstgrad   | Name              | Datum                             |
| ------------ | ----------------- | --------------------------------- |
| Generalmajor | Konrad von Moltke | 09. Juni 1917 bis 20. Januar 1919 |